# Pierre Délèze
Pierre Délèze (Suiza, 25 de agosto de 1958) es un atleta suizo retirado especializado en la prueba de 1500 m, en la que consiguió ser medallista de bronce europeo en pista cubierta en 1980.

## Carrera deportiva
En el Campeonato Europeo de Atletismo en Pista Cubierta de 1980 ganó la medalla de bronce en los 1500 metros, con un tiempo de 3:38.9 segundos, tras el alemán Thomas Wessinghage y el irlandés Ray Flynn.